# Apogonichthyoides pseudotaeniatus
Apogonichthyoides pseudotaeniatus är en fiskart som först beskrevs av Gon, 1986.  Apogonichthyoides pseudotaeniatus ingår i släktet Apogonichthyoides och familjen Apogonidae. Inga underarter finns listade i Catalogue of Life.